# Jim Bridger
Pour les articles homonymes, voir Bridger.

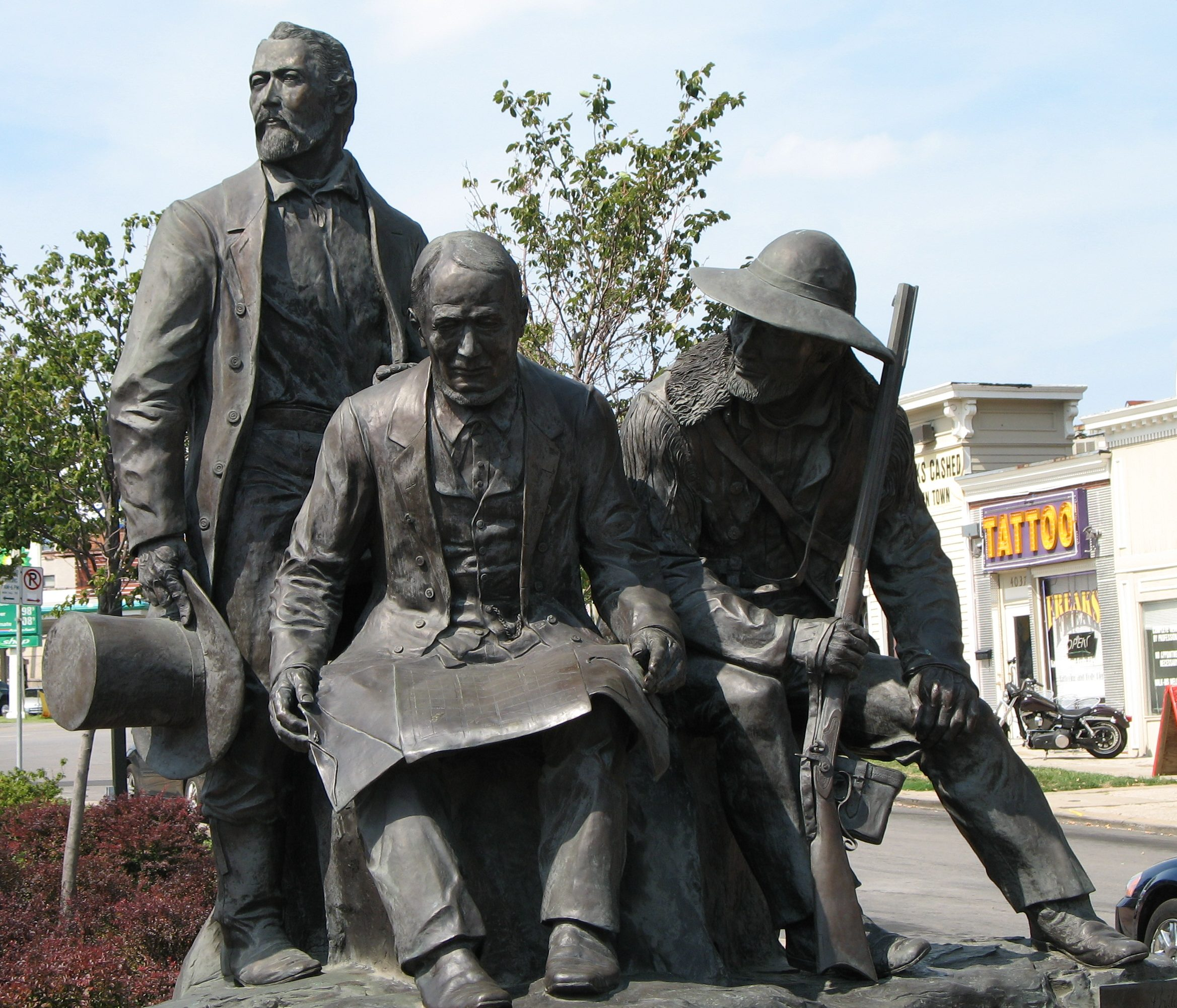
Jim Bridger (à droite) est représenté aux côtés du fondateur du Pony Express Alexander Majors (à gauche) et du fondateur de Kansas City John Calvin McCoy : Pioneer Square, Westport Kansas City.

Jim ou James Bridger (17 mars 1804 – Kansas City, 17 juillet 1881) est un « Mountain man », comme on les nomme aux États-Unis, explorateur, trappeur et guide de l'Ouest américain pendant la période 1820-1840. Il rencontra notamment Hugh Glass, Brigham Young, Kit Carson, Thomas Fitzpatrick, John Charles Frémont, Joseph Meek et John Sutter.

## Biographie
À l'âge de 19 ans, Bridger participa à l'expédition de l'Upper Missouri menée par le général William Henry Ashley. C'est lors de cette expédition qu'il laisse Hugh Glass pour mort après l'attaque d'un grizzly. Il fut l'un des premiers Blancs à voir les geysers du Yellowstone. Pendant l'hiver 1824-1825, il arriva dans la région du Grand Lac Salé qu'il prit pour une partie de l'océan Pacifique.
En 1830, Bridger et d'autres trappeurs fondèrent la Compagnie de fourrures des Montagnes Rocheuses, qui entra en concurrence avec l'Hudson Bay Company et l'American Fur Company dans la traite des fourrures de castor. En 1838, il construisit avec Louis Vasquez un poste de traite sur la piste de l'Oregon, nommé plus tard Fort Bridger, sur la rive occidentale de la Green River dans le Wyoming actuel.
En 1835 il épousa une femme de la tribu amérindienne des Têtes-Plates avec qui il eut trois enfants. Après la mort de son épouse en 1846, il se maria avec la fille d'un chef shoshone, morte en couche trois ans plus tard. En 1850, il se remaria avec une autre Shoshone qui lui donna deux enfants. Il découvrit un passage qui permettait de raccourcir la piste de l'Oregon (Bridger's Pass (en)). Ce passage fut choisi par la suite par l'Union Pacific Railroad et l'Interstate 80.
Il servit de guide pendant l'expédition de la Powder River menée contre les Sioux et les Cheyennes. Devenu malade, il retourna à Westport en 1868.

## Lieux baptisés en l'honneur de Jim Bridger
- Fort Bridger
- Fort Bridger (Wyoming)
- Bridger (Montana)
- Bridger Mountains (Wyoming)
- Bridger Mountains (Montana)
- Bridger Wilderness
- Bridger Bowl Ski Area
- Bridger-Teton National Forest
- Jim Bridger Middle School, Las Vegas
- James Bridger Middle School, Independence (Missouri)

## Dans la culture populaire
- L'Attaque de la caravane, western américain (1931), avec Tully Marshall personnifiant Jim Bridger.
- The Revenant (2015) d'Alejandro González Iñárritu, où le jeune Bridger est interprété par Will Poulter.
- Tomahawk (1951) de George Sherman, où Van Heflin joue le rôle de Bridger.
- À l'aube de l'Amérique (2025), série Netflix avec Shea Whigham dans le rôle de Bridger.